# Distrito de Para
Para es un distrito de Surinam cuya superficie es de 5.393 km² (el 4% del área total del país) y una población aproximada de 18.749 habitantes (2007). Su capital es Onverwacht, siendo otras localidades importantes Paranam, Sabana y Zanderij.
El distrito delimita al norte con Saramacca, Wanica y Commewijne, al sur con Brokopondo y Sipaliwini, al oeste con Sipaliwini y al este con Marowijne y Sipaliwini.

## Economía
Para es el centro de la industria de la bauxita en el país, produciendo actualmente el 80% de los ingresos nacionales. Aun así, la agricultura es el medio de subsistencia de la mayor parte de los residentes del distrito, siendo los cultivos más importantes la piña y la yuca.
Igualmente, se encuentra situada en el distrito la empresa Surinaamse Waterleiding Maatschappij (S.W.M.), encargada de potabilizar el suministro de agua en todo el país.
El aeropuerto internacional del país, Johan Adolf Pengel también está emplazado dentro de Para, conectado con varios destinos transnacionales (entre ellos, Ámsterdam).

## División administrativa

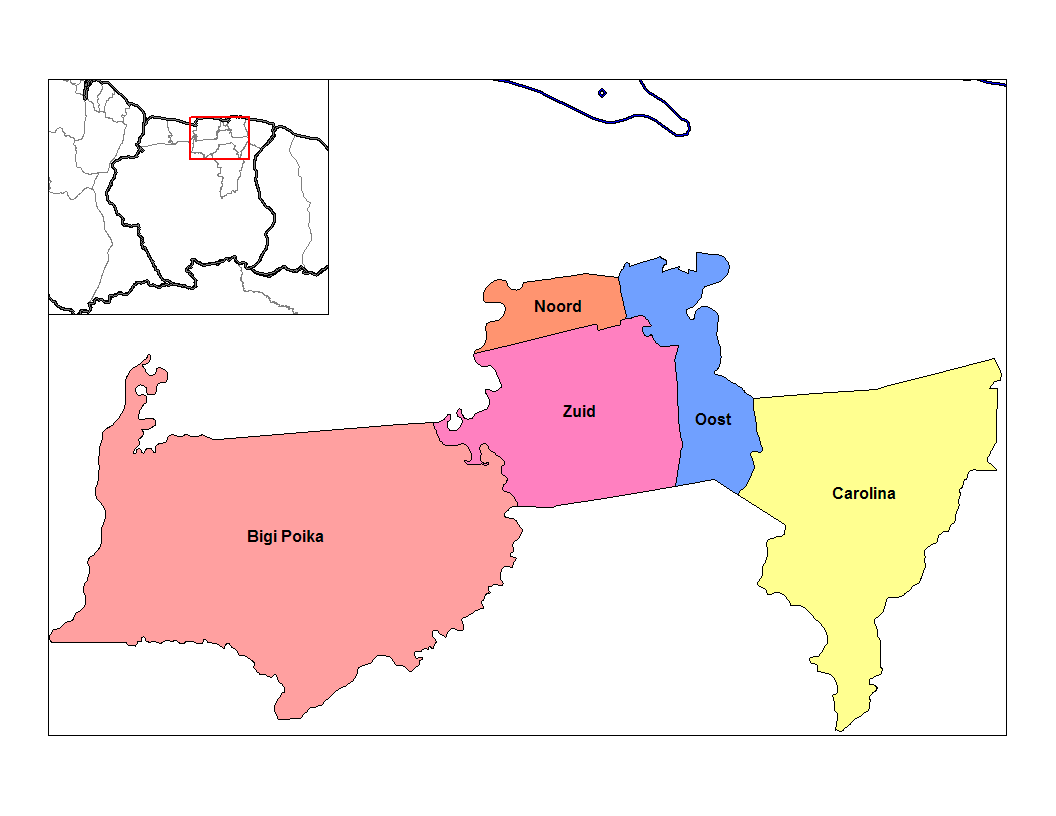
ressorts de Para

Para está subdividido en cinco ressorts:
1. Noord-Para - 4206 habs.
2. Oost-Para - 5914 habs.
3. Zuid-Para - 3632 habs.
4. Bigi Poika - 299 habs.
5. Carolina - 303 habs.